# Церква Святих Великомучеників Адріана і Наталії (Одеса)

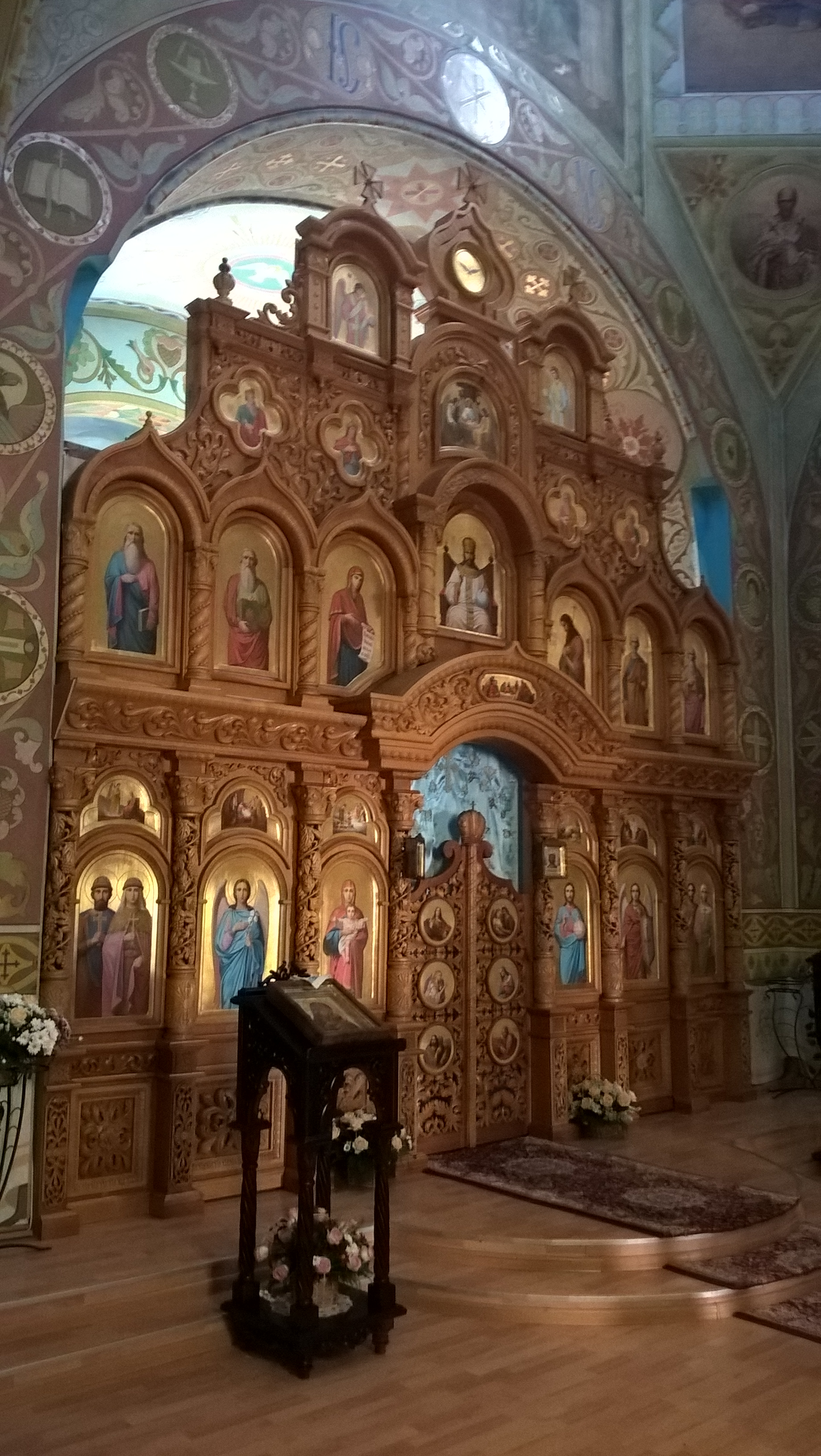
Іконостас

Храм Святих Великомучеників Адріана і Наталії — православна церква в Одесі на Французькому бульварі, у Першому міському благочинні Одеської єпархії Української Православної Церкви Московського Патріархату.

## Історія
Наріжний камінь під священну будівлю було закладено 1897 року, а готову церкву освятив 31 жовтня 1900 архієпископ Херсонський і Одеський Іустин. Попервах її покровителями були святі Матвій і Євгенія. Серед можливих авторів проекту будівлі згадується Л. Влодек і Л. Прокопович. Сакральний об'єкт виник на кошти статського радника Матвія Маврокордато, який пожертвував свою дачу, що знаходилася поруч, під школу для незрячих, а при цьому закладі вирішив улаштувати невеличку церкву. Вартість будівництва храму становила 25 000 руб..  
Відразу після Жовтневого перевороту, коли всі наявні на Французькому бульварі дачі було експропрійовано, церква залишалася відкритою. Закрили її тільки в 1930 році, переобладнавши під клуб. Повторне відкриття культової споруди відбулося 1942 року, коли Одеса була під румунською окупацією. Того року храм повторно освятив тепер уже митрополит Придністровський Румунської православної церкви Вісаріон, одночасно даючи культовому об'єкту нове наймення на честь святих Віктора і Вісаріона (своїх двох заступників — пов'язаних із його релігійним і світським ім'ям).    
Після Другої світової війни рішенням архієпископа Одеського Никона будівля стала домашнім храмом духовенства єпархії, яке поселилося в сусідньому будинку. У 1957 році втретє було змінено святих заступників храму на святих Павла та Наталію. Через шість років церкву було знову закрито. Спочатку в ній улаштували музей атеїзму, а потім їдальню. Неремонтована будівля храму дедалі більше занепадала. Її кілька разів нищили пожежі, після однієї з них споруду було передано Спілці композиторів, яка провела реконструкцію колишньої церкви з метою створення камерного концертного залу. Однак вона не встигла ввести його в експлуатацію, позаяк у процесі перебудови було вирішено відновити використання об'єкта за призначенням. 22 грудня 1989 храм було освячено втретє: цього разу в ім'я мучеників Адріана і Наталії освячення здійснив митрополит Одеський та Херсонський Леонтій. Повторне пристосування будівлі до релігійних цілей та доповнення інтер'єру відбувалося під керівництвом тодішнього настоятеля ігумена Аркадія (Таранова), парафіян та ченців монастиря Успіння Пресвятої Богородиці. 
З особливим благоговінням у храмі ставляться до чудотворної ікони Святителя Миколая та копії чудотворної ікони Божої Матері «Скоропослушниці». Обидві написані в руському монастирі святого Пантелеймона на Афоні та передані храму Одеською кіностудією.
Парафіянином храму був відомий академік В. П. Філатов.

## Архітектура
Хрестоподібний у плані храм було споруджено в неовізантійському стилі. Це однокупольна будівля з вівтарем, спрямованим на південний схід, її розміри: 22 метри завдовжки, 20 метрів завширшки та близько 20 метрів заввишки. Діаметр купола — 6 метрів. Будівельний матеріал — червона цегла.
Іконостас храму виготовлено після 1990 року в майстерні на Західній Україні.